# Vulcan.NET
Vulcan.NET ist eine Programmiersprache der xBase-Sprachfamilie entwickelt von der Firma GrafXSoft. Aus xBase-Sicht stellt sie die Folgeversion von Visual Objects 2.8 dar, einer objektorientierten Programmiersprache für 32-Bit-Windows-Plattformen, zu der sie syntaktisch und semantisch weitestgehend kompatibel ist.
Vulcan.NET erfüllt die Common Language Specification und unterstützt zum Beispiel das Überladen von Methoden und Operatoren, streng typisierte Arrays, Zeigeroperationen auf niedrigster Stufe u.v.m.
Als .Net-Framework-Sprache ist Vulcan.NET voll in die integrierte Entwicklungsumgebung Visual Studio und seine Programmierwerkzeuge integriert.

## Versionen
- Das Pre-Release von Vulcan.NET erschien am 31. Juli 2007.
- Die Version 1.0 erschien am 4. Dezember 2007.
- Die Version 2.0 erschien am 14. Juli 2010 zunächst nur für VOPS-Mitglieder und am 23. August 2010 für die Allgemeinheit.
- Die Version 3.0 erschien am 13. August 2013.
- Die aktuelle Version 4.0 erschien am 9. September 2015.